# 春の風公園
春の風公園（はるのかぜこうえん）は、東京都練馬区光が丘にある区立公園で、近隣公園。

## 概要
当公園は光が丘団地の一角にある公園で、南北に細長い形をしている。1986年に開園した。遊具や広場の他、多くの樹木が植えられている。特に桜の木が多く植えられており、花見のシーズンは地元の人などに親しまれ、光が丘界隈では光が丘公園と並ぶ花見のスポットになっている。

## 主な施設
- 人工的な川(夏になると幼児を対象に水遊びができる)
- かえる池

## 隣接施設
- 光が丘団地

## 開園日・時間
- 開園時間:常時開園。無休。
- 入園料は無料。

## アクセス
- 都営大江戸線・光が丘駅から徒歩約10分。